# Liste des épouses des princes de Grèce et de Danemark
Princesses de Grèce et de Danemark par mariage
La liste des épouses des princes de Grèce et de Danemark réunit les noms des femmes des différents princes issus de la famille royale de Grèce. À l'exception d'Aspasía Mános, jamais titrée reine, cette liste n'inclut pas les épouses des rois des Hellènes, qui sont réunies dans une liste spécifique.
En accord avec le traité de Londres de 1863, la plupart des épouses princières portent le titre de princesse de Grèce et de Danemark. Cependant, les femmes des princes n'ayant pas conclu une union dynastique conforme aux lois de la maison de Grèce (Irène Ovtchinnikova et Marína Karélla) ou n'ayant jamais intégré la famille de leur époux (Élisabeth II du Royaume-Uni) ne portent aucun titre grec ou danois.

## Règles matrimoniales de la maison royale de Grèce
Aucune des constitutions du royaume de Grèce ni aucun traité international lié aux lois de succession au trône hellène n'établissent de règle concernant le mariage des souverains grecs ou de leurs descendants. L'institution du mariage morganatique, d'origine allemande, n'existe donc pas officiellement dans le pays et aucune règle explicite n'oblige les monarques, leurs successeurs ou les autres membres de la famille royale à choisir pour épouses des femmes issues du gotha européen, autrement dit des princesses appartenant à des maisons souveraines.
Dans ces conditions, plusieurs princes hellènes ont pu contracter, sans déchoir, des unions qui auraient fait scandale dans d'autres pays européens. Ainsi, André de Grèce épouse, en 1903, Alice de Battenberg, une princesse issue d'une branche morganatique de la maison de Hesse,[réf. nécessaire]. Puis, en 1907, Georges de Grèce s'unit à Marie Bonaparte, une jeune femme très fortunée mais appartenant à un rameau doublement non dynaste de la famille impériale française,[réf. nécessaire]. Surtout, en 1920, Christophe de Grèce se marie à la richissime roturière américaine Nancy Stewart, pourtant veuve et divorcée, qui devient « Anastasia de Grèce » en entrant dans la famille royale.
Cependant, toutes les épouses princières ne bénéficient pas de cette ouverture d'esprit. En 1920, le roi Alexandre Ier de Grèce s'unit secrètement à Aspasía Mános, une jeune femme issue de l'aristocratie phanariote. Le mariage n'ayant pas été accepté par les autorités civiles et religieuses, Aspasía n'est pas proclamée reine mais parvient à se faire titrer princesse de Grèce et de Danemark après la mort de son époux et la naissance de sa fille. En 1939, le prince Pierre de Grèce épouse civilement Irène Ovtchinnikova, une roturière russe deux fois divorcée, sans en demander l'autorisation à son père ou au roi des Hellènes. Malgré la célébration d'un mariage religieux en 1941, la jeune femme n'est pas intégrée à la famille royale à cause de cette infraction au protocole et elle ne reçoit aucun titre jusqu'à sa mort. Des années plus tard, en 1965, Michel de Grèce s'unit à l'artiste grecque Marína Karélla avec la bénédiction de la couronne. La jeune femme étant roturière, le prince doit pourtant renoncer à ses droits dynastiques et ni sa femme ni ses filles ne sont par la suite intégrées à la famille royale.

## Titulature et religion des épouses princières
Le traité de Londres de 1863 ayant conservé au roi Georges Ier de Grèce ses titres danois, les jeunes femmes ayant conclu des unions dynastiques avec des descendants du fondateur de la maison royale portent le titre de princesse de Grèce et de Danemark. Les épouses des princes grecs ayant renoncé à leurs droits dynastiques avant leur mariage (ou ayant été exclus de l'ordre de succession à cette occasion) ne portent par contre aucun titre propre. Seule fait exception à cette règle la reine Élisabeth II du Royaume-Uni, épouse du prince Philippe.
Nées dans l'orthodoxie (Hélène de Russie, Aspasía Mános, Irène Ovtchinnikova et Marína Karélla), le protestantisme (Alice de Battenberg et Nancy Stewart) ou le catholicisme (Marie Bonaparte, Françoise d'Orléans, Marie-Chantal Miller et Tatiana Blatnik), la plupart des épouses princières ont adopté la foi de leur mari. Seules ont conservé leur religion d'origine les deux princesses d'origine française, Marie Bonaparte et Françoise d'Orléans.

## Liste des épouses des princes de Grèce

### Première génération
| Portrait                      | Nom et titre(s) | Conjoint                                             | Filiation | Éléments biographiques | Armoiries                                                |
| ----------------------------- | --- | ---------------------------------------------------- | --- | --- | -------------------------------------------------------- |
| Marie Bonaparte               | Marie Bonaparte (2 juillet 1882 - 21 septembre 1962) Princesse Bonaparte - Princesse de Grèce et de Danemark                 | Georges de Grèce (3 décembre 1908 - 15 octobre 1980) | Maison Bonaparte Roland Bonaparte (19 mai 1858 - 14 avril 1924) Marie-Félix Blanc (22 décembre 1859 - 1er août 1882)                               | Issue d'un branche non-dynaste, mais fort riche, de la maison Bonaparte, Marie épouse le prince Georges en 1907. Intellectuelle brillante mais peu intéressée par son statut d'altesse royale grecque, elle passe l'essentiel de sa vie en France, avec sa famille. De 1925 à 1929, elle suit une analyse avec Sigmund Freud et se consacre ensuite à la psychanalyse. Auteure de nombreux ouvrages, dont un livre important sur la sexualité féminine (1951), elle est également connue pour sa lutte contre la peine de mort. | Armoirie de la princesse Marie avant son mariage         |
| Hélène Vladimirovna de Russie | Hélène Vladimirovna de Russie (17 janvier 1882 - 13 mars 1957) Grande-duchesse de Russie - Princesse de Grèce et de Danemark | Nicolas de Grèce (22 janvier 1872 - 8 février 1938)  | Maison Romanov Vladimir Alexandrovitch de Russie (22 avril 1847 - 17 février 1909) Marie de Mecklembourg-Schwerin (14 mai 1854 - 6 septembre 1920) | Mariée au prince Nicolas en 1902, Hélène est une femme arrogante, très attachée au respect de son rang. Orthodoxe fervente, elle consacre son temps aux activités charitables et à sa famille. Chassée de Grèce par la Première Guerre mondiale et la guerre gréco-turque, elle passe plusieurs années d'exil en Suisse et en France. Rentrée en Grèce en 1936, elle y reste pendant la Seconde Guerre mondiale et a la satisfaction d'assister à la restauration de la monarchie, en 1946.                                     | Armoiries de la grande-duchesse Hélène avant son mariage |
| Alice de Battenberg           | Alice de Battenberg (25 février 1885 - 5 décembre 1969) Princesse de Battenberg - Princesse de Grèce et de Danemark          | André de Grèce (20 janvier 1882 - 3 décembre 1944)   | Maison de Battenberg Louis de Battenberg (24 mai 1854 - 11 septembre 1921) Victoria de Hesse-Darmstadt (5 avril 1863 - 24 septembre 1950)          | | Armoiries de la princesse Alice                          |
| Anastasia de Grèce            | Nancy Stewart Anastasia de Grèce (20 janvier 1878 - 29 août 1923) Princesse de Grèce et de Danemark                          | Christophe de Grèce (10 août 1888 - 21 janvier 1940) | Famille Stewart William Charles Stewart (1855-????) Mary L. Holden (1857-????)                                                                     | D'origine américaine, Nancy hérite d'une fortune colossale à la mort de son 2e époux, William Leeds (1908). Elle s'installe alors en Europe, où elle fait connaissance avec le prince Christophe. Fiancée avec lui en 1914, Nancy doit faire face à l'opposition de la famille royale, qui la regarde d'un mauvais œil. Cependant, le soutien qu'elle offre à la dynastie au moment du Schisme national lui permet d'entrer dans la famille royale en 1920. Atteinte d'un cancer, elle meurt en 1923.                           |                                                          |
| Françoise d'Orléans           | Françoise d'Orléans (25 décembre 1902 - 25 février 1953) Princesse d'Orléans - Princesse de Grèce et de Danemark             | Christophe de Grèce (10 août 1888 - 21 janvier 1940) | Maison d'Orléans Jean d'Orléans (4 septembre 1874 - 25 août 1940) Isabelle d'Orléans (7 mai 1878 - 21 janvier 1961)                                | Fille d'un prétendant orléaniste au trône de France, Françoise reste longtemps célibataire et ce n'est qu'en 1929 qu'elle épouse le prince Christophe. La Grèce étant alors une république, le couple établit sa résidence à Rome, où il réside jusqu'à la veille de la guerre italo-grecque. Devenue veuve en 1940, Françoise se réfugie au Maroc, puis en Espagne et en France, où elle meurt en 1953. | Armoiries de la princesse Françoise avant son mariage.   |

### Deuxième génération
| Portrait                    | Nom et titre(s) | Conjoint                                                             | Filiation | Éléments biographiques | Armoiries                          |
| --------------------------- | --- | -------------------------------------------------------------------- | --- | --- | ---------------------------------- |
| Aspasía Mános               | Aspasía Mános (4 septembre 1896 - 7 août 1972) Princesse de Grèce et de Danemark                                           | Alexandre Ier de Grèce (1er août 1893 - 25 octobre 1920)             | Famille Manos Pétros Mános (7 avril 1871 - 4 avril 1918) Maria Argyropoulos (1874-1930)                                       | Aspasía est le 1er membre de la dynastie à être de souche grecque mais sa non-appartenance au gotha l'empêche d'être proclamée reine. Malgré l'irrégularité de son union avec Alexandre Ier, elle parvient à la faire reconnaître après la mort du roi et obtient le titre de princesse en 1922. Exilée peu après la chute de la monarchie, elle est maintenue à l'écart par la famille royale et meurt en Italie. | Armoiries de la princesse Aspasía  |
| Irène Ovtchinnikova         | Irène Ovtchinnikova (4 octobre 1904 - 13 mars 1990) Non titrée                                                             | Pierre de Grèce (3 décembre 1908 - 15 octobre 1980)                  | Famille Ovtchinnikoff Alexandre Ovtchinnikov (????-????) Lydia Jouriary (????-????)                                           | |                                    |
| Élisabeth II du Royaume-Uni | Élisabeth II du Royaume-Uni (21 avril 1926 - 8 septembre 2022) Reine du Royaume-Uni et des autres royaumes du Commonwealth | Philip Mountbatten (Philippe de Grèce) (10 juin 1921 - 9 avril 2021) | Maison Windsor George VI du Royaume-Uni (14 décembre 1895 - 6 février 1952) Elizabeth Bowes-Lyon (4 août 1900 - 30 mars 2002) | | Armoiries de la reine Élisabeth II |
| Illustration manquante      | Marína Karélla (17 juillet 1940) Non titrée                                                                                | Michel de Grèce (7 janvier 1939 - 28 juillet 2024)                   | Famille Karélla Theodóros Karélla (????-????) Élli Khalikiopoúlou (????-????)                                                 | |                                    |

### Troisième génération
Aucune épouse princière dans cette génération.

### Quatrième génération
| Portrait               | Nom et titre(s)                                                                             | Conjoint                                              | Filiation                                                                                                 | Éléments biographiques | Armoiries |
| ---------------------- | ------------------------------------------------------------------------------------------- | ----------------------------------------------------- | --- | --- | --------- |
| Marie-Chantal Miller   | Marie-Chantal Miller (17 septembre 1968) Princesse royale de Grèce et princesse de Danemark | Paul de Grèce (20 mai 1967)                           | Famille Miller Robert Warren Miller (23 mai 1933) María Clara « Chantal » Pesantes Becerra (25 juin 1940) | Fille d'un riche homme d'affaires américain, Marie-Chantal grandit entre l'Asie, l'Europe et l'Amérique. Mariée en grande pompe au diadoque Paul en 1995, elle fonde une entreprise de mode enfantine dans les années 2000. Personnalité incontournable des magazines de mode et de la presse du cœur, elle a été classée 12e femme la plus riche du Royaume-Uni par le Times en 2021. |           |
| Tatiana Blatnik        | Tatiana Blatnik (28 août 1980) Princesse de Grèce et de Danemark                            | Nikólaos de Grèce (1er octobre 1969) Divorcés en 2024 | Famille Blatnik Ladislav Blatnik (1933-1986) Marie Blanche Bierlein (10 décembre 1954)                    | |           |
| Illustration manquante | Chrysí Vardinogiánnis (1981) Princesse de Grèce et de Danemark                              | Nikólaos de Grèce (1er octobre 1969)                  | Famille Vardinogiánnis (el) Giórgos Vardinogiánnis (en) (7 avril 1936) Agápi Políti (????-????)           | |           |
| Illustration manquante | Nina Flohr (22 janvier 1987) Princesse de Grèce et de Danemark                              | Phílippos de Grèce (26 avril 1986)                    | Famille Flohr Thomas Flohr (17 mars 1960) Katharina Konečný (????-????)                                   | |           |

## Des épouses princières souvent apparentées
|  |  |  |  |                                         |                                         |                                         |                                         |                                         |                                         |                                      |                                      |                                      |                                      |                                       |                                       |                                       |                                       |                                       |                                       |  |  |  |  |  |  | Frédéric-Guillaume Ier, Roi en Prusse                |                                                      |                                                      |                                                      |                                                      |                                                      |  |  |  |  |  |  |                                    |                                    |                                    |                                    |                                                |                                                |                                                |                                                |                                                |                                                |                                         |                                         |                                         |                                         |  |  |  |  |  |  |  |  |  |  |  |  |  |  |  |  |  |  |  |  |  |  |  |  |  |  |  |  |  |  |  |  |  |  |  |  |  |  |
|  |  |  |  |                                         |                                         |                                         |                                         |                                         |                                         |                                      |                                      |                                      |                                      |                                       |                                       |                                       |                                       |                                       |                                       |  |  |  |  |  |  |                                                      |                                                      |                                                      |                                                      |                                                      |                                                      |  |  |  |  |  |  |                                    |                                    |                                    |                                    |                                                |                                                |                                                |                                                |                                                |                                                |                                         |                                         |                                         |                                         |  |  |  |  |  |  |  |  |  |  |  |  |  |  |  |  |  |  |  |  |  |  |  |  |  |  |  |  |  |  |  |  |  |  |  |  |  |  |
|  |  |  |  |                                         |                                         |                                         |                                         |                                         |                                         |                                      |                                      |                                      |                                      |                                       |                                       |                                       |                                       |                                       |                                       |  |  |  |  |  |  |                                                      |                                                      |                                                      |                                                      |                                                      |                                                      |  |  |  |  |  |  |                                    |                                    |                                    |                                    |                                                |                                                |                                                |                                                |                                                |                                                |                                         |                                         |                                         |                                         |  |  |  |  |  |  |  |  |  |  |  |  |  |  |  |  |  |  |  |  |  |  |  |  |  |  |  |  |  |  |  |  |  |  |  |  |  |  |
|  |  |  |  |                                         |                                         |                                         |                                         |                                         |                                         | Auguste-Guillaume, Pce de Prusse     | Auguste-Guillaume, Pce de Prusse     | Auguste-Guillaume, Pce de Prusse     | Auguste-Guillaume, Pce de Prusse     | Auguste-Guillaume, Pce de Prusse      | Auguste-Guillaume, Pce de Prusse      |                                       |                                       |                                       |                                       |  |  |  |  |  |  | Philippine-Charlotte, Dsse de Brunswick-Wolfenbüttel | Philippine-Charlotte, Dsse de Brunswick-Wolfenbüttel | Philippine-Charlotte, Dsse de Brunswick-Wolfenbüttel | Philippine-Charlotte, Dsse de Brunswick-Wolfenbüttel | Philippine-Charlotte, Dsse de Brunswick-Wolfenbüttel | Philippine-Charlotte, Dsse de Brunswick-Wolfenbüttel |  |  |  |  |  |  |                                    |                                    |                                    |                                    | Sophie-Dorothée, Margr. de Brandebourg-Schwedt | Sophie-Dorothée, Margr. de Brandebourg-Schwedt | Sophie-Dorothée, Margr. de Brandebourg-Schwedt | Sophie-Dorothée, Margr. de Brandebourg-Schwedt | Sophie-Dorothée, Margr. de Brandebourg-Schwedt | Sophie-Dorothée, Margr. de Brandebourg-Schwedt |                                         |                                         |                                         |                                         |  |  |  |  |  |  |  |  |  |  |  |  |  |  |  |  |  |  |  |  |  |  |  |  |  |  |  |  |  |  |  |  |  |  |  |  |  |  |
|  |  |  |  |                                         |                                         |                                         |                                         |                                         |                                         | Auguste-Guillaume, Pce de Prusse     | Auguste-Guillaume, Pce de Prusse     | Auguste-Guillaume, Pce de Prusse     | Auguste-Guillaume, Pce de Prusse     | Auguste-Guillaume, Pce de Prusse      | Auguste-Guillaume, Pce de Prusse      |                                       |                                       |                                       |                                       |  |  |  |  |  |  | Philippine-Charlotte, Dsse de Brunswick-Wolfenbüttel | Philippine-Charlotte, Dsse de Brunswick-Wolfenbüttel | Philippine-Charlotte, Dsse de Brunswick-Wolfenbüttel | Philippine-Charlotte, Dsse de Brunswick-Wolfenbüttel | Philippine-Charlotte, Dsse de Brunswick-Wolfenbüttel | Philippine-Charlotte, Dsse de Brunswick-Wolfenbüttel |  |  |  |  |  |  |                                    |                                    |                                    |                                    | Sophie-Dorothée, Margr. de Brandebourg-Schwedt | Sophie-Dorothée, Margr. de Brandebourg-Schwedt | Sophie-Dorothée, Margr. de Brandebourg-Schwedt | Sophie-Dorothée, Margr. de Brandebourg-Schwedt | Sophie-Dorothée, Margr. de Brandebourg-Schwedt | Sophie-Dorothée, Margr. de Brandebourg-Schwedt |                                         |                                         |                                         |                                         |  |  |  |  |  |  |  |  |  |  |  |  |  |  |  |  |  |  |  |  |  |  |  |  |  |  |  |  |  |  |  |  |  |  |  |  |  |  |
|  |  |  |  |                                         |                                         |                                         |                                         |                                         |                                         | Frédéric-Guillaume II, Roi de Prusse | Frédéric-Guillaume II, Roi de Prusse | Frédéric-Guillaume II, Roi de Prusse | Frédéric-Guillaume II, Roi de Prusse | Frédéric-Guillaume II, Roi de Prusse  | Frédéric-Guillaume II, Roi de Prusse  |                                       |                                       |                                       |                                       |  |  |  |  |  |  | Anne-Amélie, Dsse de Saxe-Weimar-Eisenach            | Anne-Amélie, Dsse de Saxe-Weimar-Eisenach            | Anne-Amélie, Dsse de Saxe-Weimar-Eisenach            | Anne-Amélie, Dsse de Saxe-Weimar-Eisenach            | Anne-Amélie, Dsse de Saxe-Weimar-Eisenach            | Anne-Amélie, Dsse de Saxe-Weimar-Eisenach            |  |  |  |  |  |  |                                    |                                    |                                    |                                    | Philippine, Landgr. de Hesse-Cassel            | Philippine, Landgr. de Hesse-Cassel            | Philippine, Landgr. de Hesse-Cassel            | Philippine, Landgr. de Hesse-Cassel            | Philippine, Landgr. de Hesse-Cassel            | Philippine, Landgr. de Hesse-Cassel            |                                         |                                         |                                         |                                         |  |  |  |  |  |  |  |  |  |  |  |  |  |  |  |  |  |  |  |  |  |  |  |  |  |  |  |  |  |  |  |  |  |  |  |  |  |  |
|  |  |  |  |                                         |                                         |                                         |                                         |                                         |                                         | Frédéric-Guillaume II, Roi de Prusse | Frédéric-Guillaume II, Roi de Prusse | Frédéric-Guillaume II, Roi de Prusse | Frédéric-Guillaume II, Roi de Prusse | Frédéric-Guillaume II, Roi de Prusse  | Frédéric-Guillaume II, Roi de Prusse  |                                       |                                       |                                       |                                       |  |  |  |  |  |  | Anne-Amélie, Dsse de Saxe-Weimar-Eisenach            | Anne-Amélie, Dsse de Saxe-Weimar-Eisenach            | Anne-Amélie, Dsse de Saxe-Weimar-Eisenach            | Anne-Amélie, Dsse de Saxe-Weimar-Eisenach            | Anne-Amélie, Dsse de Saxe-Weimar-Eisenach            | Anne-Amélie, Dsse de Saxe-Weimar-Eisenach            |  |  |  |  |  |  |                                    |                                    |                                    |                                    | Philippine, Landgr. de Hesse-Cassel            | Philippine, Landgr. de Hesse-Cassel            | Philippine, Landgr. de Hesse-Cassel            | Philippine, Landgr. de Hesse-Cassel            | Philippine, Landgr. de Hesse-Cassel            | Philippine, Landgr. de Hesse-Cassel            |                                         |                                         |                                         |                                         |  |  |  |  |  |  |  |  |  |  |  |  |  |  |  |  |  |  |  |  |  |  |  |  |  |  |  |  |  |  |  |  |  |  |  |  |  |  |
|  |  |  |  |                                         |                                         |                                         |                                         |                                         |                                         |                                      |                                      |                                      |                                      |                                       |                                       |                                       |                                       |                                       |                                       |  |  |  |  |  |  |                                                      |                                                      |                                                      |                                                      |                                                      |                                                      |  |  |  |  |  |  |                                    |                                    |                                    |                                    |                                                |                                                |                                                |                                                |                                                |                                                |                                         |                                         |                                         |                                         |  |  |  |  |  |  |  |  |  |  |  |  |  |  |  |  |  |  |  |  |  |  |  |  |  |  |  |  |  |  |  |  |  |  |  |  |  |  |
|  |  |  |  | Frédéric-Guillaume III, Roi de Prusse   | Frédéric-Guillaume III, Roi de Prusse   | Frédéric-Guillaume III, Roi de Prusse   | Frédéric-Guillaume III, Roi de Prusse   | Frédéric-Guillaume III, Roi de Prusse   | Frédéric-Guillaume III, Roi de Prusse   |                                      |                                      |                                      |                                      | Guillaume, Pce de Prusse              | Guillaume, Pce de Prusse              | Guillaume, Pce de Prusse              | Guillaume, Pce de Prusse              | Guillaume, Pce de Prusse              | Guillaume, Pce de Prusse              |  |  |  |  |  |  | Charles-Auguste, Duc de Saxe-Weimar-Eisenach         | Charles-Auguste, Duc de Saxe-Weimar-Eisenach         | Charles-Auguste, Duc de Saxe-Weimar-Eisenach         | Charles-Auguste, Duc de Saxe-Weimar-Eisenach         | Charles-Auguste, Duc de Saxe-Weimar-Eisenach         | Charles-Auguste, Duc de Saxe-Weimar-Eisenach         |  |  |  |  |  |  | Frédéric, Landgr. de Hesse-Cassel  | Frédéric, Landgr. de Hesse-Cassel  | Frédéric, Landgr. de Hesse-Cassel  | Frédéric, Landgr. de Hesse-Cassel  | Frédéric, Landgr. de Hesse-Cassel              | Frédéric, Landgr. de Hesse-Cassel              |                                                |                                                | Guillaume Ier, Électeur de Hesse-Cassel        | Guillaume Ier, Électeur de Hesse-Cassel        | Guillaume Ier, Électeur de Hesse-Cassel | Guillaume Ier, Électeur de Hesse-Cassel | Guillaume Ier, Électeur de Hesse-Cassel | Guillaume Ier, Électeur de Hesse-Cassel |  |  |  |  |  |  |  |  |  |  |  |  |  |  |  |  |  |  |  |  |  |  |  |  |  |  |  |  |  |  |  |  |  |  |  |  |  |  |
|  |  |  |  | Frédéric-Guillaume III, Roi de Prusse   | Frédéric-Guillaume III, Roi de Prusse   | Frédéric-Guillaume III, Roi de Prusse   | Frédéric-Guillaume III, Roi de Prusse   | Frédéric-Guillaume III, Roi de Prusse   | Frédéric-Guillaume III, Roi de Prusse   |                                      |                                      |                                      |                                      | Guillaume, Pce de Prusse              | Guillaume, Pce de Prusse              | Guillaume, Pce de Prusse              | Guillaume, Pce de Prusse              | Guillaume, Pce de Prusse              | Guillaume, Pce de Prusse              |  |  |  |  |  |  | Charles-Auguste, Duc de Saxe-Weimar-Eisenach         | Charles-Auguste, Duc de Saxe-Weimar-Eisenach         | Charles-Auguste, Duc de Saxe-Weimar-Eisenach         | Charles-Auguste, Duc de Saxe-Weimar-Eisenach         | Charles-Auguste, Duc de Saxe-Weimar-Eisenach         | Charles-Auguste, Duc de Saxe-Weimar-Eisenach         |  |  |  |  |  |  | Frédéric, Landgr. de Hesse-Cassel  | Frédéric, Landgr. de Hesse-Cassel  | Frédéric, Landgr. de Hesse-Cassel  | Frédéric, Landgr. de Hesse-Cassel  | Frédéric, Landgr. de Hesse-Cassel              | Frédéric, Landgr. de Hesse-Cassel              |                                                |                                                | Guillaume Ier, Électeur de Hesse-Cassel        | Guillaume Ier, Électeur de Hesse-Cassel        | Guillaume Ier, Électeur de Hesse-Cassel | Guillaume Ier, Électeur de Hesse-Cassel | Guillaume Ier, Électeur de Hesse-Cassel | Guillaume Ier, Électeur de Hesse-Cassel |  |  |  |  |  |  |  |  |  |  |  |  |  |  |  |  |  |  |  |  |  |  |  |  |  |  |  |  |  |  |  |  |  |  |  |  |  |  |
|  |  |  |  | Alexandra Feodorovna, Tsarine de Russie | Alexandra Feodorovna, Tsarine de Russie | Alexandra Feodorovna, Tsarine de Russie | Alexandra Feodorovna, Tsarine de Russie | Alexandra Feodorovna, Tsarine de Russie | Alexandra Feodorovna, Tsarine de Russie |                                      |                                      |                                      |                                      | Élisabeth, Pcesse de Hesse-Darmstadt  | Élisabeth, Pcesse de Hesse-Darmstadt  | Élisabeth, Pcesse de Hesse-Darmstadt  | Élisabeth, Pcesse de Hesse-Darmstadt  | Élisabeth, Pcesse de Hesse-Darmstadt  | Élisabeth, Pcesse de Hesse-Darmstadt  |  |  |  |  |  |  | Caroline-Louise, Gde-Dsse de Mecklembourg-Schwerin   | Caroline-Louise, Gde-Dsse de Mecklembourg-Schwerin   | Caroline-Louise, Gde-Dsse de Mecklembourg-Schwerin   | Caroline-Louise, Gde-Dsse de Mecklembourg-Schwerin   | Caroline-Louise, Gde-Dsse de Mecklembourg-Schwerin   | Caroline-Louise, Gde-Dsse de Mecklembourg-Schwerin   |  |  |  |  |  |  | Guillaume, Landgr. de Hesse-Cassel | Guillaume, Landgr. de Hesse-Cassel | Guillaume, Landgr. de Hesse-Cassel | Guillaume, Landgr. de Hesse-Cassel | Guillaume, Landgr. de Hesse-Cassel             | Guillaume, Landgr. de Hesse-Cassel             |                                                |                                                | Guillaume II, Électeur de Hesse-Cassel         | Guillaume II, Électeur de Hesse-Cassel         | Guillaume II, Électeur de Hesse-Cassel  | Guillaume II, Électeur de Hesse-Cassel  | Guillaume II, Électeur de Hesse-Cassel  | Guillaume II, Électeur de Hesse-Cassel  |  |  |  |  |  |  |  |  |  |  |  |  |  |  |  |  |  |  |  |  |  |  |  |  |  |  |  |  |  |  |  |  |  |  |  |  |  |  |
|  |  |  |  | Alexandra Feodorovna, Tsarine de Russie | Alexandra Feodorovna, Tsarine de Russie | Alexandra Feodorovna, Tsarine de Russie | Alexandra Feodorovna, Tsarine de Russie | Alexandra Feodorovna, Tsarine de Russie | Alexandra Feodorovna, Tsarine de Russie |                                      |                                      |                                      |                                      | Élisabeth, Pcesse de Hesse-Darmstadt  | Élisabeth, Pcesse de Hesse-Darmstadt  | Élisabeth, Pcesse de Hesse-Darmstadt  | Élisabeth, Pcesse de Hesse-Darmstadt  | Élisabeth, Pcesse de Hesse-Darmstadt  | Élisabeth, Pcesse de Hesse-Darmstadt  |  |  |  |  |  |  | Caroline-Louise, Gde-Dsse de Mecklembourg-Schwerin   | Caroline-Louise, Gde-Dsse de Mecklembourg-Schwerin   | Caroline-Louise, Gde-Dsse de Mecklembourg-Schwerin   | Caroline-Louise, Gde-Dsse de Mecklembourg-Schwerin   | Caroline-Louise, Gde-Dsse de Mecklembourg-Schwerin   | Caroline-Louise, Gde-Dsse de Mecklembourg-Schwerin   |  |  |  |  |  |  | Guillaume, Landgr. de Hesse-Cassel | Guillaume, Landgr. de Hesse-Cassel | Guillaume, Landgr. de Hesse-Cassel | Guillaume, Landgr. de Hesse-Cassel | Guillaume, Landgr. de Hesse-Cassel             | Guillaume, Landgr. de Hesse-Cassel             |                                                |                                                | Guillaume II, Électeur de Hesse-Cassel         | Guillaume II, Électeur de Hesse-Cassel         | Guillaume II, Électeur de Hesse-Cassel  | Guillaume II, Électeur de Hesse-Cassel  | Guillaume II, Électeur de Hesse-Cassel  | Guillaume II, Électeur de Hesse-Cassel  |  |  |  |  |  |  |  |  |  |  |  |  |  |  |  |  |  |  |  |  |  |  |  |  |  |  |  |  |  |  |  |  |  |  |  |  |  |  |
|  |  |  |  | Alexandre II, Tsar de Russie            | Alexandre II, Tsar de Russie            | Alexandre II, Tsar de Russie            | Alexandre II, Tsar de Russie            | Alexandre II, Tsar de Russie            | Alexandre II, Tsar de Russie            |                                      |                                      |                                      |                                      | Louis IV, Gd-duc de Hesse-Darmstadt   | Louis IV, Gd-duc de Hesse-Darmstadt   | Louis IV, Gd-duc de Hesse-Darmstadt   | Louis IV, Gd-duc de Hesse-Darmstadt   | Louis IV, Gd-duc de Hesse-Darmstadt   | Louis IV, Gd-duc de Hesse-Darmstadt   |  |  |  |  |  |  | Hélène, Pcesse royale de France                      | Hélène, Pcesse royale de France                      | Hélène, Pcesse royale de France                      | Hélène, Pcesse royale de France                      | Hélène, Pcesse royale de France                      | Hélène, Pcesse royale de France                      |  |  |  |  |  |  | Louise, Reine de Danemark          | Louise, Reine de Danemark          | Louise, Reine de Danemark          | Louise, Reine de Danemark          | Louise, Reine de Danemark                      | Louise, Reine de Danemark                      |                                                |                                                | Hélène, Baronne von Fabrice                    | Hélène, Baronne von Fabrice                    | Hélène, Baronne von Fabrice             | Hélène, Baronne von Fabrice             | Hélène, Baronne von Fabrice             | Hélène, Baronne von Fabrice             |  |  |  |  |  |  |  |  |  |  |  |  |  |  |  |  |  |  |  |  |  |  |  |  |  |  |  |  |  |  |  |  |  |  |  |  |  |  |
|  |  |  |  | Alexandre II, Tsar de Russie            | Alexandre II, Tsar de Russie            | Alexandre II, Tsar de Russie            | Alexandre II, Tsar de Russie            | Alexandre II, Tsar de Russie            | Alexandre II, Tsar de Russie            |                                      |                                      |                                      |                                      | Louis IV, Gd-duc de Hesse-Darmstadt   | Louis IV, Gd-duc de Hesse-Darmstadt   | Louis IV, Gd-duc de Hesse-Darmstadt   | Louis IV, Gd-duc de Hesse-Darmstadt   | Louis IV, Gd-duc de Hesse-Darmstadt   | Louis IV, Gd-duc de Hesse-Darmstadt   |  |  |  |  |  |  | Hélène, Pcesse royale de France                      | Hélène, Pcesse royale de France                      | Hélène, Pcesse royale de France                      | Hélène, Pcesse royale de France                      | Hélène, Pcesse royale de France                      | Hélène, Pcesse royale de France                      |  |  |  |  |  |  | Louise, Reine de Danemark          | Louise, Reine de Danemark          | Louise, Reine de Danemark          | Louise, Reine de Danemark          | Louise, Reine de Danemark                      | Louise, Reine de Danemark                      |                                                |                                                | Hélène, Baronne von Fabrice                    | Hélène, Baronne von Fabrice                    | Hélène, Baronne von Fabrice             | Hélène, Baronne von Fabrice             | Hélène, Baronne von Fabrice             | Hélène, Baronne von Fabrice             |  |  |  |  |  |  |  |  |  |  |  |  |  |  |  |  |  |  |  |  |  |  |  |  |  |  |  |  |  |  |  |  |  |  |  |  |  |  |
|  |  |  |  | Vladimir, Gd-duc de Russie              | Vladimir, Gd-duc de Russie              | Vladimir, Gd-duc de Russie              | Vladimir, Gd-duc de Russie              | Vladimir, Gd-duc de Russie              | Vladimir, Gd-duc de Russie              |                                      |                                      |                                      |                                      | Victoria, Pcesse de Battenberg        | Victoria, Pcesse de Battenberg        | Victoria, Pcesse de Battenberg        | Victoria, Pcesse de Battenberg        | Victoria, Pcesse de Battenberg        | Victoria, Pcesse de Battenberg        |  |  |  |  |  |  | Philippe, Cte de Paris                               | Philippe, Cte de Paris                               | Philippe, Cte de Paris                               | Philippe, Cte de Paris                               | Philippe, Cte de Paris                               | Philippe, Cte de Paris                               |  |  |  |  |  |  | Alexandra, Reine du Royaume-Uni    | Alexandra, Reine du Royaume-Uni    | Alexandra, Reine du Royaume-Uni    | Alexandra, Reine du Royaume-Uni    | Alexandra, Reine du Royaume-Uni                | Alexandra, Reine du Royaume-Uni                |                                                |                                                | Maximilien, Baron von Fabrice                  | Maximilien, Baron von Fabrice                  | Maximilien, Baron von Fabrice           | Maximilien, Baron von Fabrice           | Maximilien, Baron von Fabrice           | Maximilien, Baron von Fabrice           |  |  |  |  |  |  |  |  |  |  |  |  |  |  |  |  |  |  |  |  |  |  |  |  |  |  |  |  |  |  |  |  |  |  |  |  |  |  |
|  |  |  |  | Vladimir, Gd-duc de Russie              | Vladimir, Gd-duc de Russie              | Vladimir, Gd-duc de Russie              | Vladimir, Gd-duc de Russie              | Vladimir, Gd-duc de Russie              | Vladimir, Gd-duc de Russie              |                                      |                                      |                                      |                                      | Victoria, Pcesse de Battenberg        | Victoria, Pcesse de Battenberg        | Victoria, Pcesse de Battenberg        | Victoria, Pcesse de Battenberg        | Victoria, Pcesse de Battenberg        | Victoria, Pcesse de Battenberg        |  |  |  |  |  |  | Philippe, Cte de Paris                               | Philippe, Cte de Paris                               | Philippe, Cte de Paris                               | Philippe, Cte de Paris                               | Philippe, Cte de Paris                               | Philippe, Cte de Paris                               |  |  |  |  |  |  | Alexandra, Reine du Royaume-Uni    | Alexandra, Reine du Royaume-Uni    | Alexandra, Reine du Royaume-Uni    | Alexandra, Reine du Royaume-Uni    | Alexandra, Reine du Royaume-Uni                | Alexandra, Reine du Royaume-Uni                |                                                |                                                | Maximilien, Baron von Fabrice                  | Maximilien, Baron von Fabrice                  | Maximilien, Baron von Fabrice           | Maximilien, Baron von Fabrice           | Maximilien, Baron von Fabrice           | Maximilien, Baron von Fabrice           |  |  |  |  |  |  |  |  |  |  |  |  |  |  |  |  |  |  |  |  |  |  |  |  |  |  |  |  |  |  |  |  |  |  |  |  |  |  |
|  |  |  |  | Hélène, Pcesse de Grèce et de Danemark  | Hélène, Pcesse de Grèce et de Danemark  | Hélène, Pcesse de Grèce et de Danemark  | Hélène, Pcesse de Grèce et de Danemark  | Hélène, Pcesse de Grèce et de Danemark  | Hélène, Pcesse de Grèce et de Danemark  |                                      |                                      |                                      |                                      | Alice, Pcesse de Grèce et de Danemark | Alice, Pcesse de Grèce et de Danemark | Alice, Pcesse de Grèce et de Danemark | Alice, Pcesse de Grèce et de Danemark | Alice, Pcesse de Grèce et de Danemark | Alice, Pcesse de Grèce et de Danemark |  |  |  |  |  |  | Isabelle, Dsse de Guise                              | Isabelle, Dsse de Guise                              | Isabelle, Dsse de Guise                              | Isabelle, Dsse de Guise                              | Isabelle, Dsse de Guise                              | Isabelle, Dsse de Guise                              |  |  |  |  |  |  | George V, Roi du Royaume-Uni       | George V, Roi du Royaume-Uni       | George V, Roi du Royaume-Uni       | George V, Roi du Royaume-Uni       | George V, Roi du Royaume-Uni                   | George V, Roi du Royaume-Uni                   |                                                |                                                | Ellinka von Gans                               | Ellinka von Gans                               | Ellinka von Gans                        | Ellinka von Gans                        | Ellinka von Gans                        | Ellinka von Gans                        |  |  |  |  |  |  |  |  |  |  |  |  |  |  |  |  |  |  |  |  |  |  |  |  |  |  |  |  |  |  |  |  |  |  |  |  |  |  |
|  |  |  |  | Hélène, Pcesse de Grèce et de Danemark  | Hélène, Pcesse de Grèce et de Danemark  | Hélène, Pcesse de Grèce et de Danemark  | Hélène, Pcesse de Grèce et de Danemark  | Hélène, Pcesse de Grèce et de Danemark  | Hélène, Pcesse de Grèce et de Danemark  |                                      |                                      |                                      |                                      | Alice, Pcesse de Grèce et de Danemark | Alice, Pcesse de Grèce et de Danemark | Alice, Pcesse de Grèce et de Danemark | Alice, Pcesse de Grèce et de Danemark | Alice, Pcesse de Grèce et de Danemark | Alice, Pcesse de Grèce et de Danemark |  |  |  |  |  |  | Isabelle, Dsse de Guise                              | Isabelle, Dsse de Guise                              | Isabelle, Dsse de Guise                              | Isabelle, Dsse de Guise                              | Isabelle, Dsse de Guise                              | Isabelle, Dsse de Guise                              |  |  |  |  |  |  | George V, Roi du Royaume-Uni       | George V, Roi du Royaume-Uni       | George V, Roi du Royaume-Uni       | George V, Roi du Royaume-Uni       | George V, Roi du Royaume-Uni                   | George V, Roi du Royaume-Uni                   |                                                |                                                | Ellinka von Gans                               | Ellinka von Gans                               | Ellinka von Gans                        | Ellinka von Gans                        | Ellinka von Gans                        | Ellinka von Gans                        |  |  |  |  |  |  |  |  |  |  |  |  |  |  |  |  |  |  |  |  |  |  |  |  |  |  |  |  |  |  |  |  |  |  |  |  |  |  |
|  |  |  |  |                                         |                                         |                                         |                                         |                                         |                                         |                                      |                                      |                                      |                                      |                                       |                                       |                                       |                                       |                                       |                                       |  |  |  |  |  |  | Françoise, Pcesse de Grèce et de Danemark            | Françoise, Pcesse de Grèce et de Danemark            | Françoise, Pcesse de Grèce et de Danemark            | Françoise, Pcesse de Grèce et de Danemark            | Françoise, Pcesse de Grèce et de Danemark            | Françoise, Pcesse de Grèce et de Danemark            |  |  |  |  |  |  | George VI, Roi du Royaume-Uni      | George VI, Roi du Royaume-Uni      | George VI, Roi du Royaume-Uni      | George VI, Roi du Royaume-Uni      | George VI, Roi du Royaume-Uni                  | George VI, Roi du Royaume-Uni                  |                                                |                                                | Margot, Ctesse von Einsiedel                   | Margot, Ctesse von Einsiedel                   | Margot, Ctesse von Einsiedel            | Margot, Ctesse von Einsiedel            | Margot, Ctesse von Einsiedel            | Margot, Ctesse von Einsiedel            |  |  |  |  |  |  |  |  |  |  |  |  |  |  |  |  |  |  |  |  |  |  |  |  |  |  |  |  |  |  |  |  |  |  |  |  |  |  |
|  |  |  |  |                                         |                                         |                                         |                                         |                                         |                                         |                                      |                                      |                                      |                                      |                                       |                                       |                                       |                                       |                                       |                                       |  |  |  |  |  |  | Françoise, Pcesse de Grèce et de Danemark            | Françoise, Pcesse de Grèce et de Danemark            | Françoise, Pcesse de Grèce et de Danemark            | Françoise, Pcesse de Grèce et de Danemark            | Françoise, Pcesse de Grèce et de Danemark            | Françoise, Pcesse de Grèce et de Danemark            |  |  |  |  |  |  | George VI, Roi du Royaume-Uni      | George VI, Roi du Royaume-Uni      | George VI, Roi du Royaume-Uni      | George VI, Roi du Royaume-Uni      | George VI, Roi du Royaume-Uni                  | George VI, Roi du Royaume-Uni                  |                                                |                                                | Margot, Ctesse von Einsiedel                   | Margot, Ctesse von Einsiedel                   | Margot, Ctesse von Einsiedel            | Margot, Ctesse von Einsiedel            | Margot, Ctesse von Einsiedel            | Margot, Ctesse von Einsiedel            |  |  |  |  |  |  |  |  |  |  |  |  |  |  |  |  |  |  |  |  |  |  |  |  |  |  |  |  |  |  |  |  |  |  |  |  |  |  |
|  |  |  |  |                                         |                                         |                                         |                                         |                                         |                                         |                                      |                                      |                                      |                                      |                                       |                                       |                                       |                                       |                                       |                                       |  |  |  |  |  |  |                                                      |                                                      |                                                      |                                                      |                                                      |                                                      |  |  |  |  |  |  | Élisabeth II, Reine du Royaume-Uni | Élisabeth II, Reine du Royaume-Uni | Élisabeth II, Reine du Royaume-Uni | Élisabeth II, Reine du Royaume-Uni | Élisabeth II, Reine du Royaume-Uni             | Élisabeth II, Reine du Royaume-Uni             |                                                |                                                | Ellinka Bierlein                               | Ellinka Bierlein                               | Ellinka Bierlein                        | Ellinka Bierlein                        | Ellinka Bierlein                        | Ellinka Bierlein                        |  |  |  |  |  |  |  |  |  |  |  |  |  |  |  |  |  |  |  |  |  |  |  |  |  |  |  |  |  |  |  |  |  |  |  |  |  |  |
|  |  |  |  |                                         |                                         |                                         |                                         |                                         |                                         |                                      |                                      |                                      |                                      |                                       |                                       |                                       |                                       |                                       |                                       |  |  |  |  |  |  |                                                      |                                                      |                                                      |                                                      |                                                      |                                                      |  |  |  |  |  |  | Élisabeth II, Reine du Royaume-Uni | Élisabeth II, Reine du Royaume-Uni | Élisabeth II, Reine du Royaume-Uni | Élisabeth II, Reine du Royaume-Uni | Élisabeth II, Reine du Royaume-Uni             | Élisabeth II, Reine du Royaume-Uni             |                                                |                                                | Ellinka Bierlein                               | Ellinka Bierlein                               | Ellinka Bierlein                        | Ellinka Bierlein                        | Ellinka Bierlein                        | Ellinka Bierlein                        |  |  |  |  |  |  |  |  |  |  |  |  |  |  |  |  |  |  |  |  |  |  |  |  |  |  |  |  |  |  |  |  |  |  |  |  |  |  |
|  |  |  |  |                                         |                                         |                                         |                                         |                                         |                                         |                                      |                                      |                                      |                                      |                                       |                                       |                                       |                                       |                                       |                                       |  |  |  |  |  |  |                                                      |                                                      |                                                      |                                                      |                                                      |                                                      |  |  |  |  |  |  |                                    |                                    |                                    |                                    |                                                |                                                |                                                |                                                | Marie-Blanche Bierlein                         |                                                |                                         |                                         |                                         |                                         |  |  |  |  |  |  |  |  |  |  |  |  |  |  |  |  |  |  |  |  |  |  |  |  |  |  |  |  |  |  |  |  |  |  |  |  |  |  |
|  |  |  |  |                                         |                                         |                                         |                                         |                                         |                                         |                                      |                                      |                                      |                                      |                                       |                                       |                                       |                                       |                                       |                                       |  |  |  |  |  |  |                                                      |                                                      |                                                      |                                                      |                                                      |                                                      |  |  |  |  |  |  |                                    |                                    |                                    |                                    |                                                |                                                |                                                |                                                |                                                |                                                |                                         |                                         |                                         |                                         |  |  |  |  |  |  |  |  |  |  |  |  |  |  |  |  |  |  |  |  |  |  |  |  |  |  |  |  |  |  |  |  |  |  |  |  |  |  |
|  |  |  |  |                                         |                                         |                                         |                                         |                                         |                                         |                                      |                                      |                                      |                                      |                                       |                                       |                                       |                                       |                                       |                                       |  |  |  |  |  |  |                                                      |                                                      |                                                      |                                                      |                                                      |                                                      |  |  |  |  |  |  |                                    |                                    |                                    |                                    |                                                |                                                |                                                |                                                | Tatiana, Pcesse de Grèce et de Danemark        |                                                |                                         |                                         |                                         |                                         |  |  |  |  |  |  |  |  |  |  |  |  |  |  |  |  |  |  |  |  |  |  |  |  |  |  |  |  |  |  |  |  |  |  |  |  |  |  |

### Sur les princesses grecques en général
- (el) Αλκμήνη Παλαιολόγου, Πριγκίπισσες της Ελλάδος, Athènes, εκδόσεις Φερενίκη,‎ 2007 (ISBN 960-7952-47-2).

### Biographies des épouses princières
- (en) Arturo E. Beéche, Dear Ellen... : Royal Europe Through the Photo Albums of Grand Duchess Helen Vladimirovna of Russia, Eurohistory, 2012, 172 p. (ISBN 978-0-9854603-0-3 et 0-9854603-0-X).
- (fr) Celia Bertin, Marie Bonaparte : La dernière Bonaparte, Paris, Perrin, 1999, 433 p. (ISBN 2-262-01602-X).
- (en) Hugo Vickers, Alice, Princess Andrew of Greece, Londres, Hamish Hamilton, 2000, 477 p. (ISBN 0-241-13686-5).

### Ouvrages consacrés à la famille royale de Grèce
- (en) Alan Palmer et Michael of Greece, The Royal House of Greece, Weidenfeld Nicolson Illustrated, 1990 (ISBN 0-297-83060-0).
- (es) Ricardo Mateos Sainz de Medrano, La Familia de la Reina Sofía, La Dinastía griega, la Casa de Hannover y los reales primos de Europa, Madrid, La Esfera de los Libros, 2004, 573 p. (ISBN 84-9734-195-3).
- (en) John Van der Kiste, Kings of the Hellenes : The Greek Kings, 1863-1974, Sutton Publishing, 1994, 200 p. (ISBN 0-7509-2147-1).